# Andrei Burcă
Andrei Andonie Burcă (ur. 15 kwietnia 1993 w Bacău) – rumuński piłkarz grający na pozycji obrońcy w saudyjskim klubie Al-Okhdood Club oraz reprezentacji Rumunii. Uczestnik Mistrzostw Europy 2024.